# Ема Томас
Ема Томас Нолан (енгл. Emma Thomas Nolan; Лондон, 9. децембар 1971) бритaнска је филмска продуценткиња. Добила је признање за продукцију свих дугометражних филмова које је режирао њен супруг Кристофер Нолан, који су зарадили више од 6 милијарди долара широм света и који се сматрају неким од највећих филмова у својим деценијама. 
Добитница разних признања, Томас је прва Британка која је освојила Оскара за најбољи филм, коју је добила за рад на биографском трилеру Опенхајмер. Заједно је са Ноланом основала и води продукцијску компанију Syncopy Inc.

## Филмографија
- Праћење (1998)
- Мементо (2000)
- Несаница (2002)
- Бетмен почиње (2005)
- Престиж (2006)
- Мрачни Витез (2008)
- Почетак (2010)
- Успон Мрачног Витеза (2012)
- Међузвездани (2014)
- Денкерк (2017)
- Тенет (2020)
- Опенхајмер (2023)
- Одисеја (2026)